# Persone di nome Elizabeth/Nobili
| Questa pagina contiene informazioni ricavate automaticamente dalle voci biografiche con l'ausilio del template Bio e di un bot. L'aggiornamento è periodico e automatico e ricostruisce completamente la pagina. Se manca una persona in questa lista, sei pregato di non aggiungerla, ma accertati piuttosto che la sua voce biografica contenga il template Bio e che i dati anagrafici siano correttamente compilati. Se il template Bio manca, inseriscilo tu stesso o, in alternativa, metti l'avviso {{tmp\|Bio}} che ne segnala la mancanza. Se i dati riportati sono sbagliati, correggi direttamente la voce biografica; le modifiche saranno visibili in questa lista entro pochi giorni. Per chiarimenti vedi il progetto biografie. La lista contiene solo le 55 persone che sono citate nell'enciclopedia e per le quali è stato implementato correttamente il template Bio. Pagina aggiornata al 18 mar 2024. |

Questa è una lista di persone presenti nell'enciclopedia che hanno il prenome Elizabeth e sono nobili.

## B(3)
- Elizabeth de Badlesmere, nobile inglese (Badlesmere, n. 1313 - † 1356)
- Elizabeth Bentinck, nobildonna inglese (n. 1735 - Londra, † 1825)
- Elizabeth Brooke, nobildonna inglese (n. 1526 - † 1565)

## C(5)
- Elizabeth Lucy Campbell, nobildonna inglese (n. 1822 - † 1898)
- Elizabeth Hervey, nobildonna inglese (St Edmundsbury, n. 1759 - Roma, † 1824)
- Elizabeth Cecil, nobildonna inglese (n. 1619 - † 1689)
- Elizabeth Chudleigh, nobildonna inglese (Chelsea, n. 1721 - Saint-Assise, † 1788)
- Elizabeth Colyear, nobildonna inglese (n. 1689 - † 1768)

## D(1)
- Elizabeth Drax, nobildonna inglese (n. 1720 - † 1792)

## E(1)
- Elizabeth FitzGerald, contessa di Lincoln, nobildonna irlandese (Maynooth, n. 1527 - Lincoln, † 1590)

## F(3)
- Elizabeth Felton, nobildonna inglese (n. 1676 - Londra, † 1741)
- Elizabeth Finch, I contessa di Winchilsea, nobildonna inglese (n. 1556 - † 1634)
- Elizabeth FitzAlan, nobile inglese (n. 1366 - Hoveringham, † 1425)

## G(2)
- Elizabeth Grey, nobile inglese (n. 1497)
- Elizabeth Gunning, nobile e attrice teatrale irlandese (n. 1733 - † 1790)

## H(9)
- Elizabeth Hamilton, nobildonna scozzese (Strabane, n. 1640 - † 1708)
- Elizabeth Hamilton, nobildonna scozzese (n. 1721 - Londra, † 1800)
- Elizabeth Hamilton, nobildonna scozzese (Edimburgo, n. 1753 - Londra, † 1797)
- Elizabeth Villiers, nobile britannica (n. 1657 - † 1733)
- Bess di Hardwick, nobildonna britannica (n. 1527 - † 1608)
- Elizabeth Hastings, nobildonna inglese (n. 1556 - Londra, † 1621)
- Elizabeth FitzClarence, nobildonna inglese (Londra, n. 1801 - Edimburgo, † 1856)
- Elizabeth Spencer, nobile britannica (n. 1737 - † 1831)
- Elizabeth Howard, nobile inglese (Norfolk - Lambeth, † 1538)

## K(1)
- Elizabeth Knollys, nobildonna inglese (n. 1549 - † 1605)

## L(1)
- Elizabeth Campbell, duchessa di Argyll, nobildonna inglese (n. 1824 - Trentham, † 1878)

## M(4)
- Elizabeth Mortimer, nobildonna inglese (Usk, n. 1371 - Trotton, † 1417)
- Elizabeth Mure, nobile scozzese (Rowallan)
- Elizabeth Murray, nobile inglese (Varsavia, n. 1760 - † 1825)
- Elizabeth Murray, II contessa di Dysart, nobildonna scozzese (n. 1626 - Ham House, † 1698)

## P(3)
- Elizabeth Percy, nobile inglese (Petworth Manor, n. 1636 - Watford, † 1718)
- Elizabeth Percy, baronessa Percy, nobile inglese (Petworth House, n. 1667 - Northumberland House, † 1722)
- Elizabeth Popham, nobildonna inglese († 1761)

## S(12)
- Elizabeth Sackville-West, duchessa di Bedford, nobildonna britannica (Bourne, n. 1818 - Chesham, † 1897)
- Elizabeth Seymour, nobile inglese (Wulfhall, n. 1518 - Launde, † 1568)
- Elizabeth Seymour, II baronessa Percy, nobildonna inglese (n. 1716 - † 1776)
- Jane Shore, nobildonna inglese (Londra, n. 1445 - † 1527)
- Elizabeth Somerset, nobile britannica (Londra, n. 1634 - Saint-Germain-en-Laye, † 1691)
- Elizabeth Spencer, baronessa Hunsdon, nobildonna e poetessa inglese (Althorp, n. 1552 - † 1618)
- Elizabeth Stafford, nobile britannica (Abergavenny - Lambeth, † 1558)
- Elizabeth Stafford, nobile inglese (n. 1479 - † 1532)
- Elizabeth Stanhope, nobildonna inglese (Bretby, n. 1663 - Castello di Huntly, † 1723)
- Elizabeth Stanley, nobildonna e scrittrice inglese (Knowsley, n. 1588 - Londra, † 1633)
- Elizabeth Stewart, nobildonna scozzese (n. 1610 - Londra, † 1673)
- Elizabeth Sutherland, XIX contessa di Sutherland, nobildonna scozzese (n. 1765 - † 1839)

## T(2)
- Elizabeth Tilney, nobile inglese (Norfolk - † 1497)
- Elizabeth Trussell, nobildonna inglese (Kibbleston, n. 1496 - Great Bentley, † 1527)

## V(2)
- Elizabeth Vassall, nobildonna inglese (Londra, n. 1771 - Londra, † 1845)
- Elizabeth de Vere, nobildonna inglese (Theobalds House, n. 1575 - Richmond upon Thames, † 1627)

## W(6)
- Elizabeth Waldegrave, nobildonna inglese (n. 1758 - Londra, † 1823)
- Elizabeth Waldegrave, nobildonna britannica (n. 1760 - Twickenham, † 1816)
- Elizabeth Hay, duchessa di Wellington, nobildonna scozzese (n. 1820 - † 1904)
- Elizabeth Wriothesley, nobile inglese (Hodnet, n. 1572 - † 1655)
- Elizabeth Wrottesley, nobildonna inglese (n. 1745 - Londra, † 1822)
- Elizabeth Wyndham, nobildonna inglese (n. 1719 - † 1769)